# Кушков Віктор Михайлович
Віктор Михайлович Кушков (2 грудня 1955, Київ) — радянський футболіст, що грав на позиції нападника та півзахисника. Відомий переважно за виступами у складі житомирського «Полісся», у складі якого зіграв 187 матчів у чемпіонаті СРСР у другій лізі, виступав також у низці інших українських команд другої ліги.

## Клубна кар'єра
Віктор Кушков народився у Києві, та є вихованцем футбольної школи місцевого «Динамо». Розпочав виступи на футбольних полях молодий гравець у дублі славетної київської команди в 1973 році, проте ще до закінчення сезону він перейшов до складу команди другої ліги «Буковина» з Чернівців. У цій команді Кушков виступав до закінчення сезону 1974 року. На початку 1975 року футболіста призвали до лав Радянської Армії. Службу він проходив у на той час армійській команді СК «Луцьк». Команда цього року стала бронзовим призером чемпіонату УРСР, проте Кушков зіграв у складі лучан замало матчів, тому медаль він не отримав. Наступного сезону Віктор Кушков грав за аматорський на той час львівський СКА. а після закінчення армійської служби нетривалий час грає за клуб другої ліги «Хвиля» з Хмельницького. У 1977 році Кушков стає гравцем іншої команди другої ліги — житомирського «Автомобіліста». У команді, яку за два роки перейменували на «Спартак», Віктор Кушков швидко став одним із основних гравців команди, зігравши в чемпіонатах СРСР 197 матчів за житомирську команду. Кушков неодноразово відзначався влучними ударами по воротах суперників, і не тільки в чемпіонаті СРСР, а й під час зарубіжного турне в екзотичній на той час африканській країні Того. Завершив виступи на футбольних полях Віктор Кушков у 1982 році.